# Erna Rosenberg
Erna Rosenberg (geboren 12. Dezember 1889 in Berlin; gestorben 1980 in London) war eine aus NS-Deutschland emigrierte jüdische deutsch-englische Bildhauerin.

## Leben und Werk
Erna Rosenberg kam aus einer jüdischen Berliner Familie. Sie studierte Design an der Reimann-Schule in Berlin und besuchte anschließend die Keramikfachschule in Bunzlau. Danach war sie in der Porzellanfabrik Rosenthal als Modellbauerin und ab 1918 in der Porzellanfabrik Fraureuth als Bildhauerin angestellt.
1919 heiratete sie den Bildhauer Hermann Nonnenmacher (1892–1988). Beide wohnten in Wallendorf, wo sie in der „E.W. – Eigene Werkstatt“ der Kunstabteilung der Porzellanfabrik Fraureuth arbeiteten. Erna Rosenberg war vermutlich die erste auswärtige Künstlerin, die für Fraureuth arbeitete. Sie entwarf anfangs Vasen und Dosen und schuf dann mit der berühmten Biedermeierdame mit der Modellnummer 1181 die erste menschliche Figur, die in Fraureuth gefertigt wurde.
Nach dem Konkurs des Unternehmens zog Erna Rosenberg mit ihrem Mann 1926 nach Berlin, wo sie erfolgreich als Bildhauerin arbeitete. Sie schuf insbesondere Kleinplastiken. Nachdem die Nationalsozialisten 1933 an die Macht gekommen waren, wurden die Werke Erna Rosenbergs als „entartet“ diskriminiert und aus dem öffentlichen Raum entfernt, und sie war als Jüdin akut gefährdet. Ihr Mann hielt zu ihr und beide entschieden, Deutschland zu verlassen.
1938 verließen sie ihre Wohnung und das Atelier in der Potsdamer Straße 29 und flüchteten nach London, wo sie dann freiberuflich als Bildhauer arbeiteten. Als nach dem Beginn des Zweiten Weltkrieges 1940 „feindliche Ausländer“ interniert wurden, kam Erna Rosenberg, u. a. mit Margarete Klopffleisch und Pamina Liebert-Mahrenholz (1904–2004), kurzzeitig ins Holloway-Gefängnis, dann getrennt von ihrem Mann in das Rushen-Lager auf der Isle of Man.
Nach Kriegsende richteten sie sich in London in der Archway Road ein Atelier ein, wo sie auch Bildhauer-Unterricht erteilten. Von 1949 bis 1970 unterstützte Erna Rosenberg ihren Mann beim Unterrichten von Modellbau und Töpferei.

## Ehrungen
- 1964: Wahl zur Associate der Royal Society of British Sculptors

## Darstellung Erna Rosenbergs in der bildenden Kunst
- Gertrude Sandmann: Erna Nonnenmacher (Tuschzeichnung, 1925; Berlinische Galerie)[4]

## Werke (Auswahl)

### Kleinplastiken (Auswahl)
- Mutterschaft (Gips, 41 × 13 × 8,5 cm; Ben Uri Galerie und Museum London)[5]

- Kopf einer Frau (Terrakotta, 35 cm; Ben Uri Galerie und Museum London)[6]
- Mädchen mit dem Froschkönig (Bronze, 19,5 × 16,5 cm)[7]
- Harlekin (Statuette, Lindenholz, vollplastisch geschnitzt, teilweise farbig gefasst, mit Seidenstoff trapiert, 35,5 cm)[8]

### Entwürfe für Porzellanfiguren (Auswahl)
- Biedermeier-Dame mit Schutenhut und Reifrock (1918; Fraureuth)[9]
- Märchen (21,7 cm, 1921; u. a. im Germanischen Nationalmuseum Nürnberg)[10]
- Carnevalgruppe (27 cm, 1919)[11]
- Rokokodame mit Kakadu (24 cm, um 1918)[12]

## Ausstellungen (Auswahl)
- 1941: London, Ausstellungen der Artist’s International Association (AIA) und des Freien Deutschen Kulturbunds (FGLC) sowie in der Ben Uri Gallery
- 1947: London, Ben Uri Gallery (mit Walter Trier und Elsa Fraenkel)
- 1951: London, Ben Uri Galerie (Herbstausstellung mit Gemälden, Skulpturen und Zeichnungen zeitgenössischer jüdischer Künstler)
- 1958 bis 1963 und 1966: London, Ben Uri Galerie (jährliche Ausstellungsbeteiligungen)